# Minisode 3: Tomorrow
Minisode 3: Tomorrow è il settimo EP e il sesto in lingua coreana della boy band sudcoreana TXT, pubblicato il 1 aprile 2024.

## Tracce
1. I'll See You There Tomorrow (내일에서 기다릴게) – 3:16 (Lewis Jankel, Uzoechi Emenike, Yeonjun, Kim In-hyung, Ellie Suh (Joombas/153), MaizLee Yi-jin, "Hitman" Bang, Huening Kai, Taehyun, Jeon Ji-eun, Danke, Stella Jang)
2. - --- -- --- .-. .-. --- .-- (Tomorrow) – 0:07 (Bang, Slow Rabbit)
3. Deja Vu – 2:51 (Bang, Slow Rabbit, Martin, Supreme Boi, Ryan Lawrie, Moa "Cazzi Opeia" Carlebecker (Sunshine), Ellen Berg (Sunshine), JamesScore (13), Megatone (13))
4. Miracle (기적은 너와 내가 함께하는 순간마다 일어나고 있어) – 2:43 (Slow Rabbit, Bang, James, Soobin, Supreme Boi, Yeonjun, Martin, Taehyun, Maiz, Kristine Bogan, Ido Nadjar, Kirat Singh, Léon Palmen, Sophie Brenan, Mathi Wang, Nick Hahn, Huening Kai)
5. The Killa (I Belong to You) – 2:42 (Tomislav Ratisec (Dystinkt), Yuval Haim Chain (UV), Ebby, Ari PenSmith, Bang, Na Jung-ah (Joombas/153), January 8th, Kim Bo-eun, Hwang Yu-bin, Taehyun, Yeonjun, Jo Yoon-kyung, Kim In-hyung, 4 Seasons (Joombas/153), Danke, Song Jae-kyung)
6. Quarter Life – 2:29 (Jordan Show, Alexander Shilov, Steve Manovski, Bang, Chester "Krupa" Carbone, Hwang, Taehyun, Danke, Suh, Soobin, Na)
7. Deja Vu (Anemoia remix) – 2:50 (Bang, Slow Rabbit, Martin, Supreme Boi, Lawrie, Carle becker, Berg, James, Score, Megatone)

## Formazione
- Soobin – voce,  testo e musica (tracce 4, 6)
- Yeonjun – voce, testo e musica (tracce 1, 4, 5)
- Beomgyu – voce
- Taehyun – voce, testo e musica (tracce 1, 4, 5, 6)
- Hueningkai – voce, testo e musica (tracce 1, 4)

## Successo commerciale
Minisode 3: Tomorrow si è classificato primo sulla Circle Chart sudcoreana nella settimana d'uscita, invece, nella classifica mensile di aprile è arrivato secondo.
Nella classifica settimanale giapponese Oricon si è piazzato primo, mentre, si è classificato terzo nella classifica americana Billboard 200.
L'EP è stato certificato dalla KMCA per aver venduto più di un milione copie. È stato anche certificato oro dalla RIAJ per aver venduto più di 100 000 copie nel territorio giapponese.

## Classifiche
| Classifica (2024) | Posizione massima |
| ----------------- | ----------------- |
| Austria           | 2                 |
| Australia         | 65                |
| Belgio (Fiandre)  | 9                 |
| Belgio (Vallonia) | 2                 |
| Corea del Sud     | 1                 |
| Croazia           | 1                 |
| Francia           | 4                 |
| Germania          | 6                 |
| Grecia            | 2                 |
| Giappone          | 1                 |
| Italia            | 83                |
| Paesi Bassi       | 95                |
| Polonia           | 24                |
| Portogallo        | 84                |
| Spagna            | 21                |
| Stati Uniti       | 3                 |
| Svezia            | 8                 |
| Svizzera          | 18                |